# Seventymile
La Seventymile est un cours d'eau d'Alaska, aux États-Unis, situé dans la  région de recensement de Southeast Fairbanks. C'est un affluent du Yukon.

## Description
Longue de 58 milles (93 km), elle coule en direction de l'est pour se jeter dans le Yukon à 10 milles (16 km) d'Eagle.
Son nom lui a été donné par les prospecteurs et provient du fait que son confluent était situé à 70 miles de Fort Reliance.

## Sources
- (en) « Seventymile », Geographic Names Information System